# 恩荣坊 (浚县)
恩荣坊为位于河南省鹤壁市浚县的一座石牌坊，始建于明万历四十五年（1617年）。

## 简介
恩荣坊原位于浚县城西卫贤镇南大街，为明朝赐进士第承德郎主事孟楠所建。石坊为三间四柱五楼，三重檐庑殿式建筑．通高9.79米，面阔9.3米。恩荣坊主楼脊上原有一座小石坊，故又被称作“牌坊摞牌坊”，但小石坊现已不存，只剩一对大吻。
因恩荣坊所处位置为南北交通要冲，受各种车辆碰撞，毁坏十分严重。石坊的各个构件也有不同程度的风化现象。由于地基不均匀沉降，石坊整体向北倾斜15—20厘米。为对恩荣坊进行抢救保护，1998年，经河南省文物局同意，恩荣坊由卫贤街搬迁至浚县城内大伾山上，并在四周围石栏杆加以保护。